# Servicio de Inmigración y Naturalización

Sello del INS

El Servicio de Inmigración y Naturalización (Immigration and Naturalization Service o INS) era una agencia del Gobierno federal de los Estados Unidos. Tenía su sede en Washington D. C. El INS deportaba inmigrantes ilegales. El Servicio de Inmigración y Control de Aduanas de los Estados Unidos (ICE) es la organización sucesora del INS.